# Reform-Werke

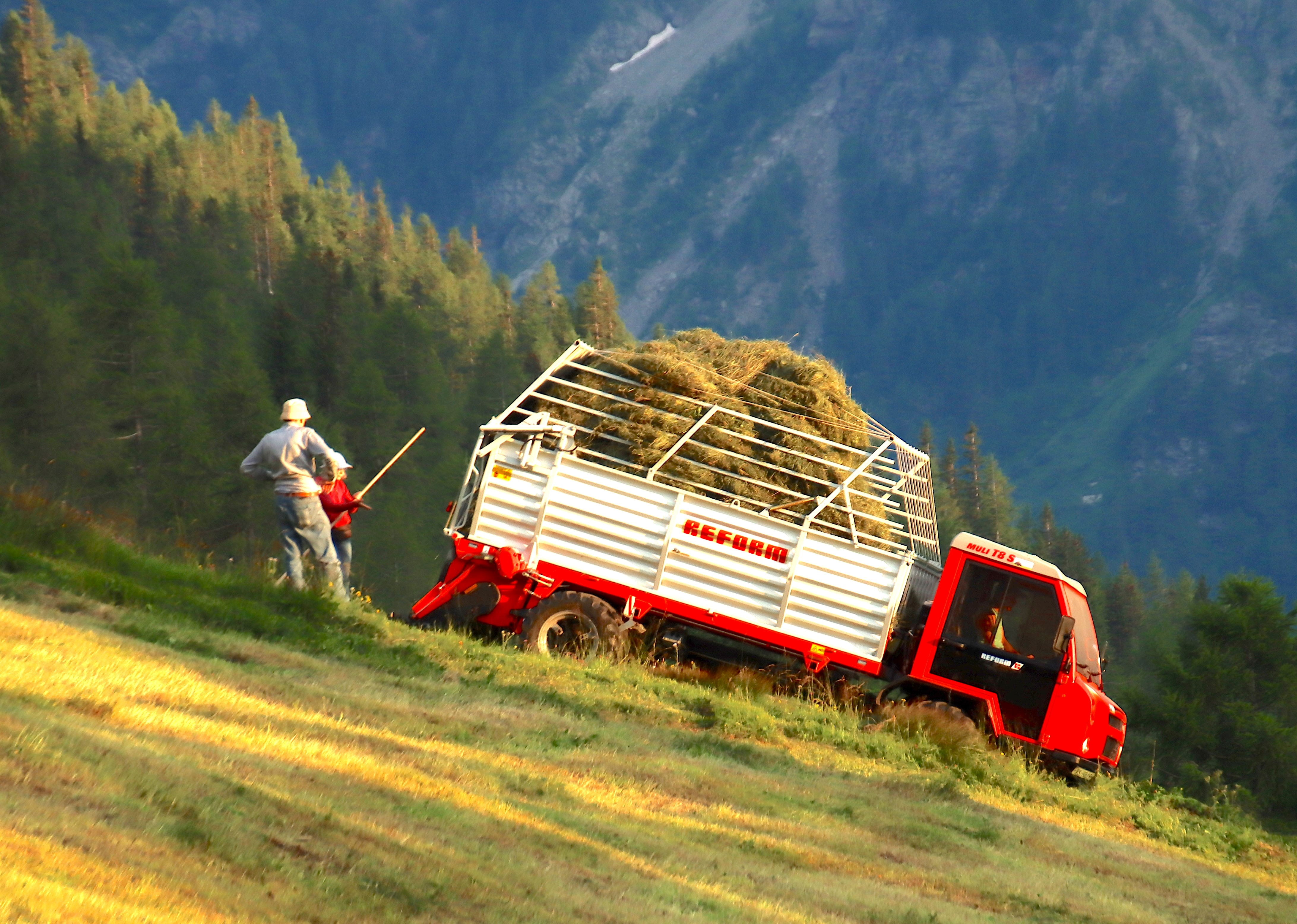
Reform Ladewagen am Steilhang

Die Reform-Werke sind ein österreichischer Hersteller von Spezialfahrzeugen für die Landwirtschaft (Berglandtechnik) und Kommunalwirtschaft.
Als Nischenanbieter exportiert das rund 400 Mitarbeiter beschäftigende KMU weltweit, die Exportquote beträgt rund 70 %. Bekanntestes Produkt ist der Reform Muli, eine Mischung aus Kleintransporter und Traktor, der weltweit als Spezialkleintransporter bei schwierigen Geländebedingungen eingesetzt wird. Zur Unternehmensgruppe REFORM zählen die Reform-Werke in Wels  (Österreich), die Agromont AG (Hünenberg, Schweiz) sowie die Kiefer GmbH (Dorfen, Deutschland).

## Geschichte
Johann Bauer, Sohn eines Landwirtes, gründete 1910 das Unternehmen mit sieben Mitarbeitern. Erstes Produkt war die Sämaschine „Welsia“. Bis 1940 wurde die Produktpalette laufend erweitert. So wurden nun auch Jauchepumpen und -fässer, Getreideputzmühlen und Kartoffelroder hergestellt.
Johann Bauer war auch Inhaber der Silbermalzkaffeefabrik Wels, die wegen mangelnder Rentabilität geschlossen wurde. Während der Zeit des Nationalsozialismus in Österreich wurden beide Firmen durch Franz Blumentritt kommissarisch verwaltet. Ob sie in jüdischem Besitz waren, ist unklar, da sich hierüber keine Akten finden.
Nach einem Produktionsstopp im Zweiten Weltkrieg wurde 1945 das alte Programm wieder aufgenommen. 1947 wurde die hauseigene Grau- und Tempergießerei zur Teilefertigung eröffnet. Der erste Motormäher „R1“ ging 1948 vom Band, der Mähwender „2000“ ab 1965. In den folgenden Jahren wurde der erste Universal-Transporter „Muli 25“ gebaut (1968) und in der Schweiz die Tochterfirma Agromont (1979/80) gegründet. 1977 startete die Produktion des ersten Zweiachsmähers „Metrac 3000“.
1993 wurde mit dem „Metrac 4004H“ das erste hydrostatisch angetriebene Gerät angeboten. 1999 erschien der Bergtraktor „Mounty“ als ein Traktor mit vier gleich großen Rädern. Die Palette der Mäher wurde 2003 mit der Übernahme der Motormäher mit hydrostatischem Fahrantrieb von Bucher Industries erweitert. Anfangs hat Reform-Werke Wels diese Motormäher lediglich importiert und unter der Marke Reform verkauft. Später wurde der Bereich Motormäher von Bucher Industries übernommen und die Bucher Elite Motormäher werden seitdem als Reform M9 bzw. M14 verkauft.
Seit 2010 werden die Motormäher der Schweizer Firma Rapid übernommen und in Österreich in Rot unter der Marke Reform verkauft. Die Typenbezeichnungen lauten RM7 (Rapid Rex), RM8 (Rapid Swiss), RM9 (Rapid Mondo), RM13 (Rapid Universo) und RM20 für das Parallelmodell vom Rapid Euro. Die Motormäher sind bis auf die rote Farbe weitestgehend identisch.
Ab 2014 wurde die Firma Kiefer GmbH aus Deutschland in die REFORM Unternehmensgruppe aufgenommen. Mit ihr erweiterte sich die Produktpalette durch die schmalspurigen Boki Kommunalfahrzeuge und das Nischenprodukt Boki Friedhofsbagger.

## Produkte
REFORM entwickelt und produziert Spezialfahrzeuge für den Ganzjahreseinsatz in der Bergland- und Kommunaltechnik. Das Unternehmen stellt Hanggeräteträger (Metrac), Spezialtransporter (Muli und Boki), einachsige Motormäher (Motech) sowie Friedhofsbagger (Boki Bagger) her. Die Maschinen werden in Wels und Dorfen gefertigt.

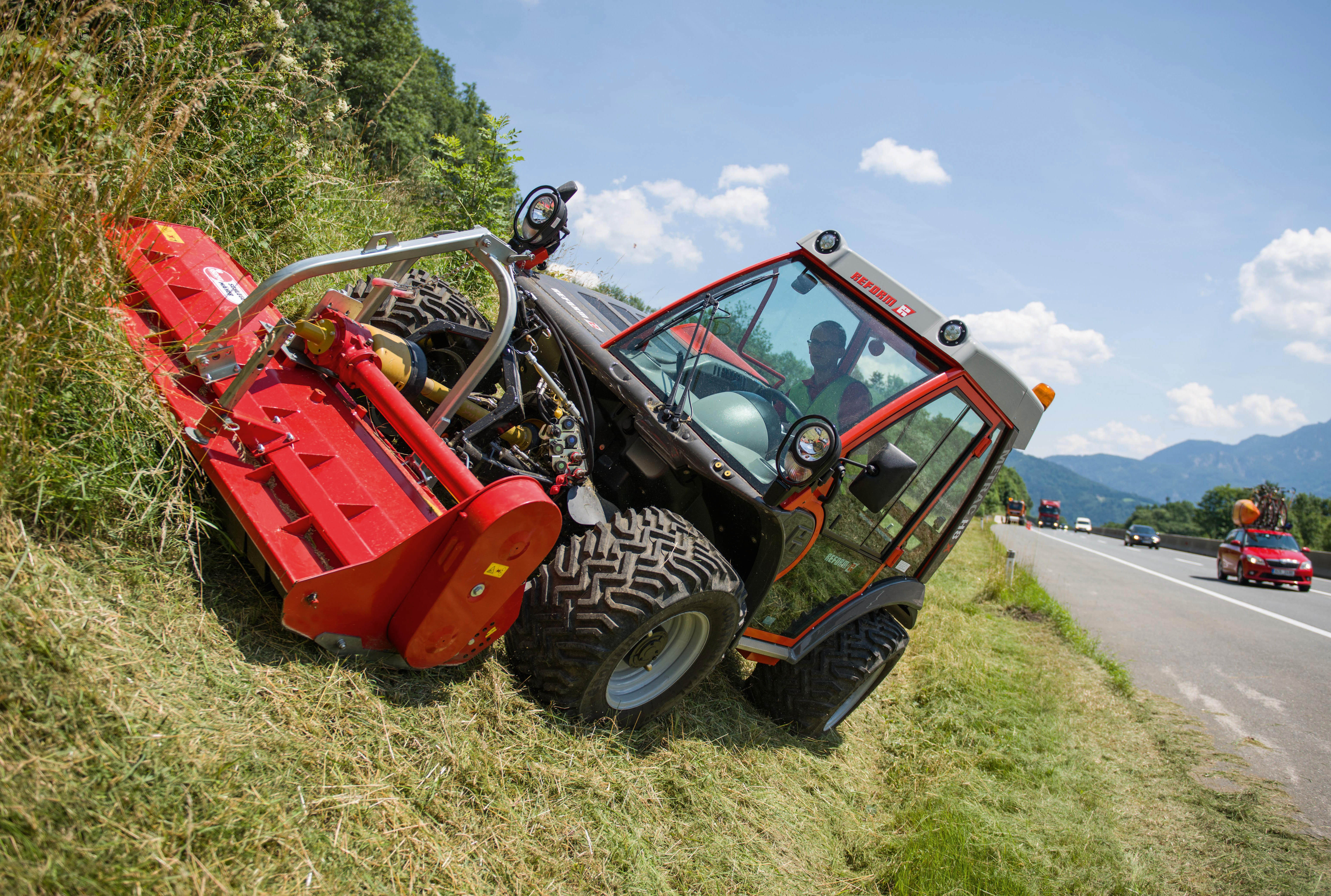
REFORM Metrac H8 X
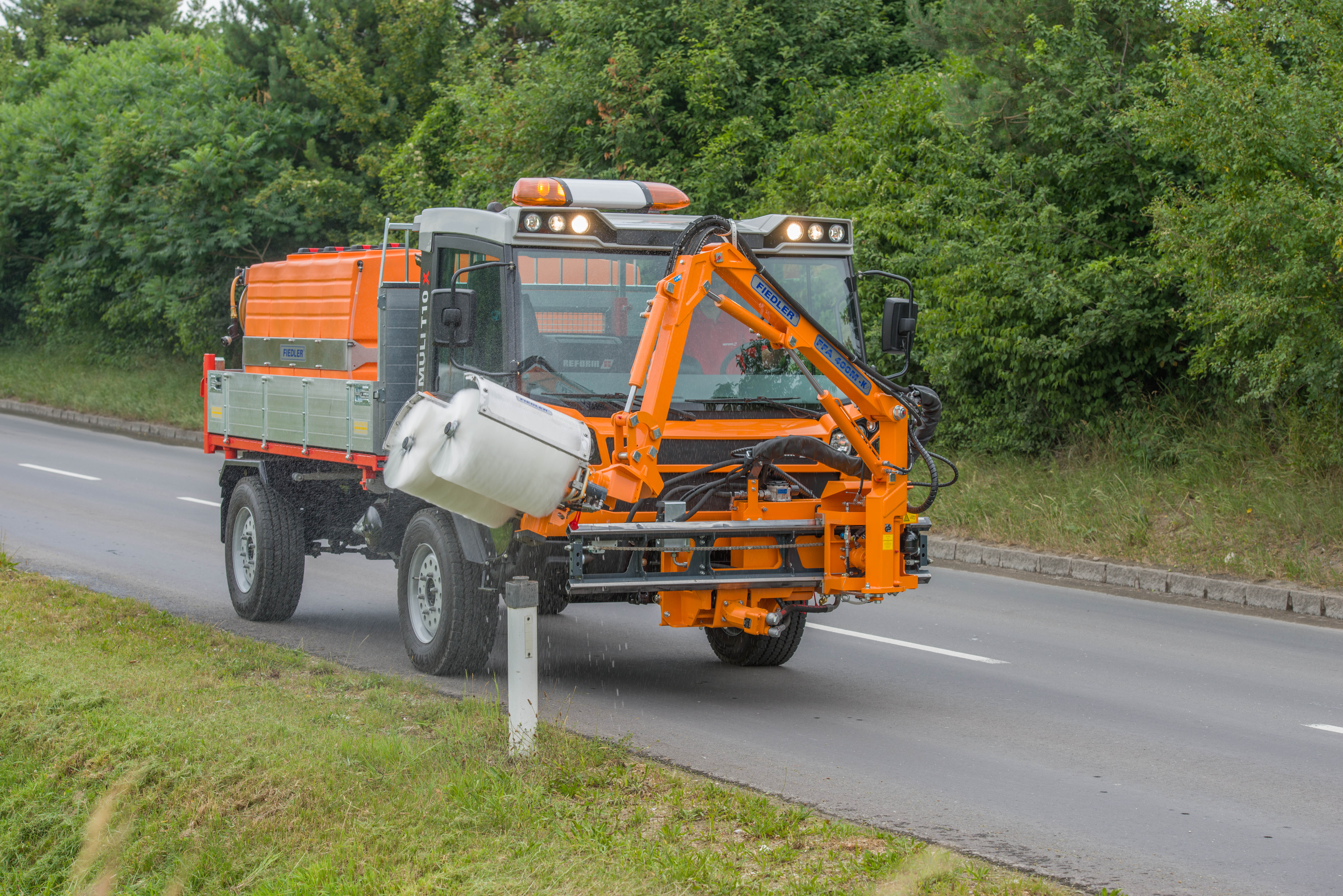
REFORM Muli T10 X
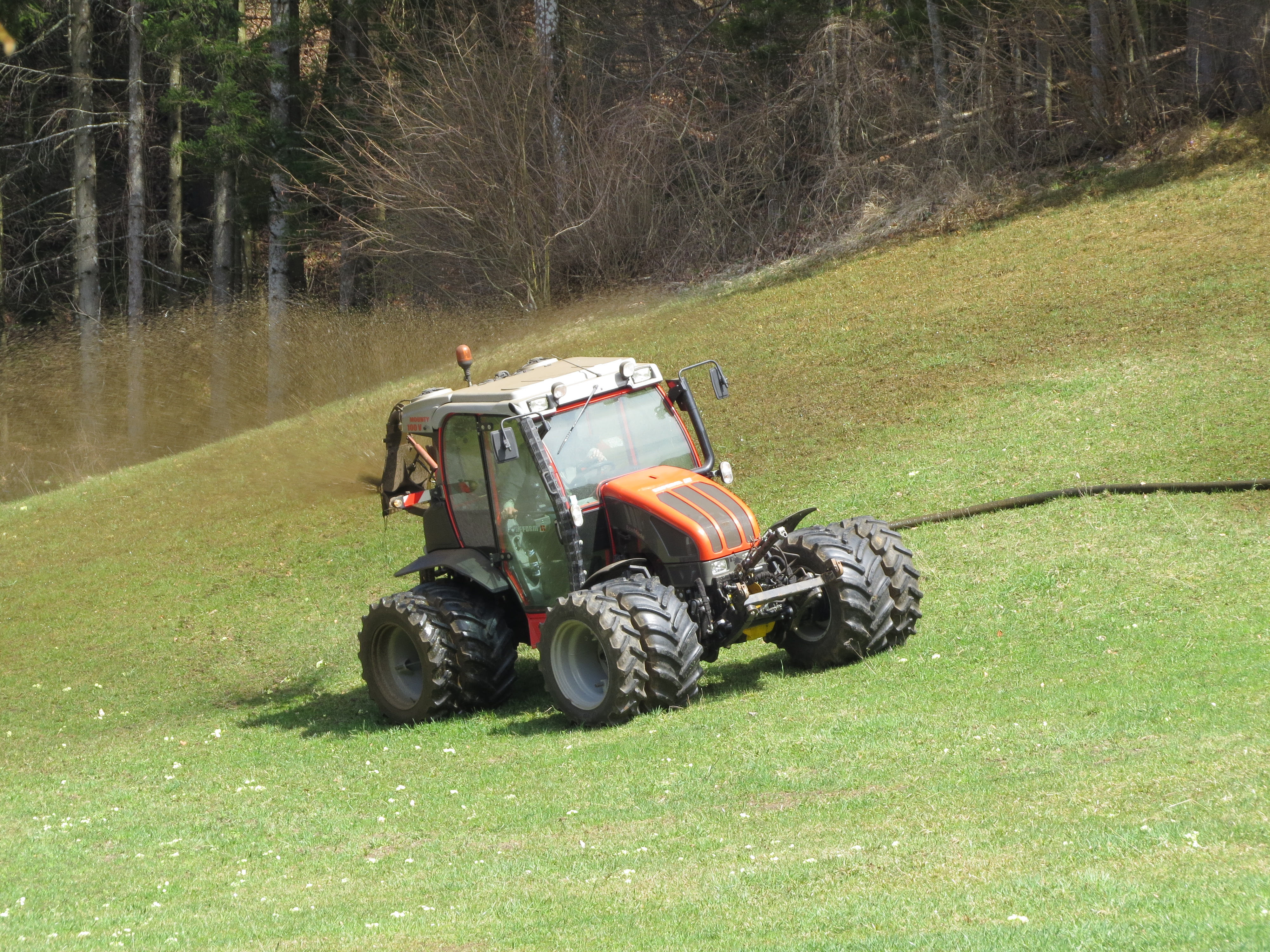
Reform Mounty 100 V
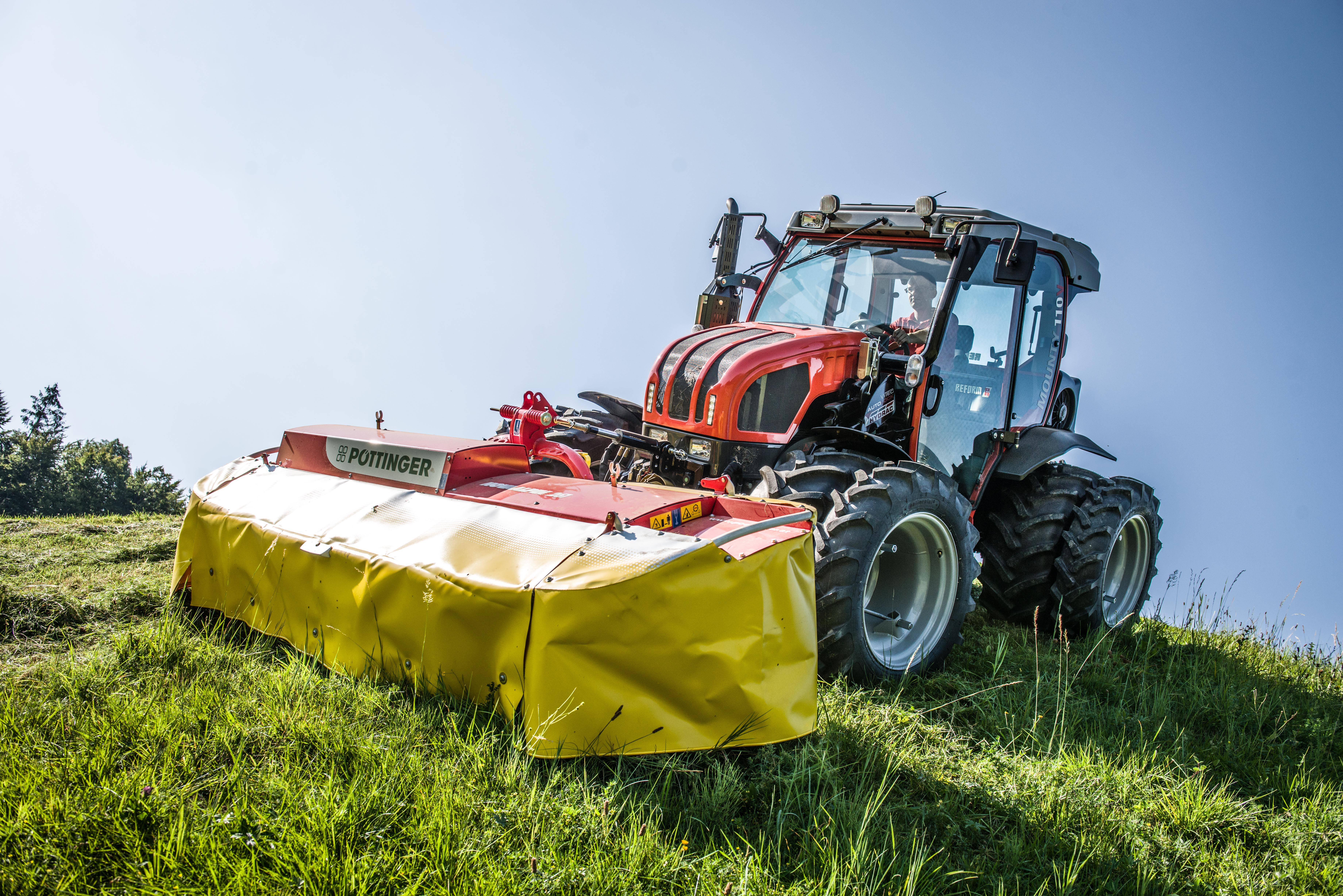
Reform Mounty 110 V
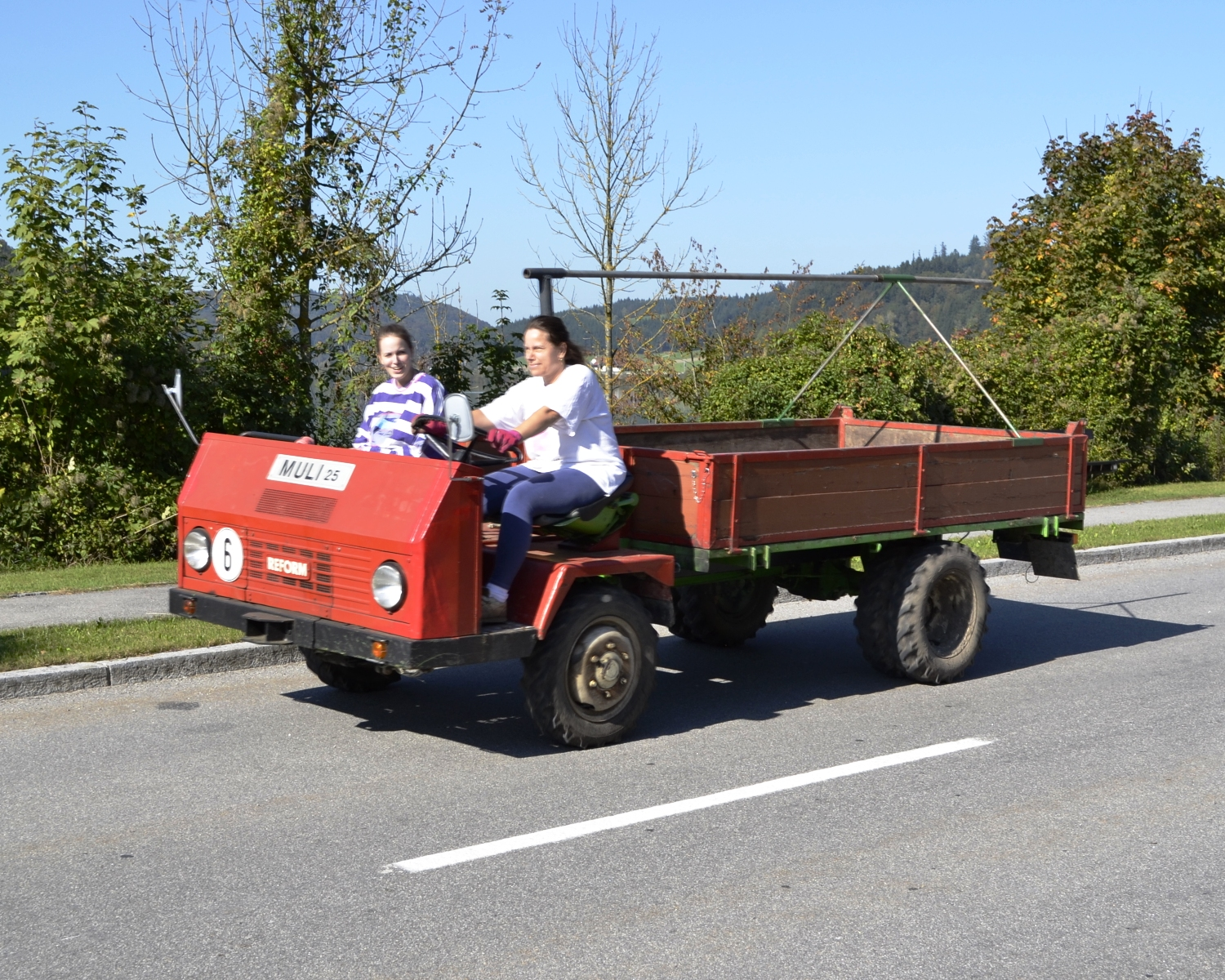
Reform Muli 25
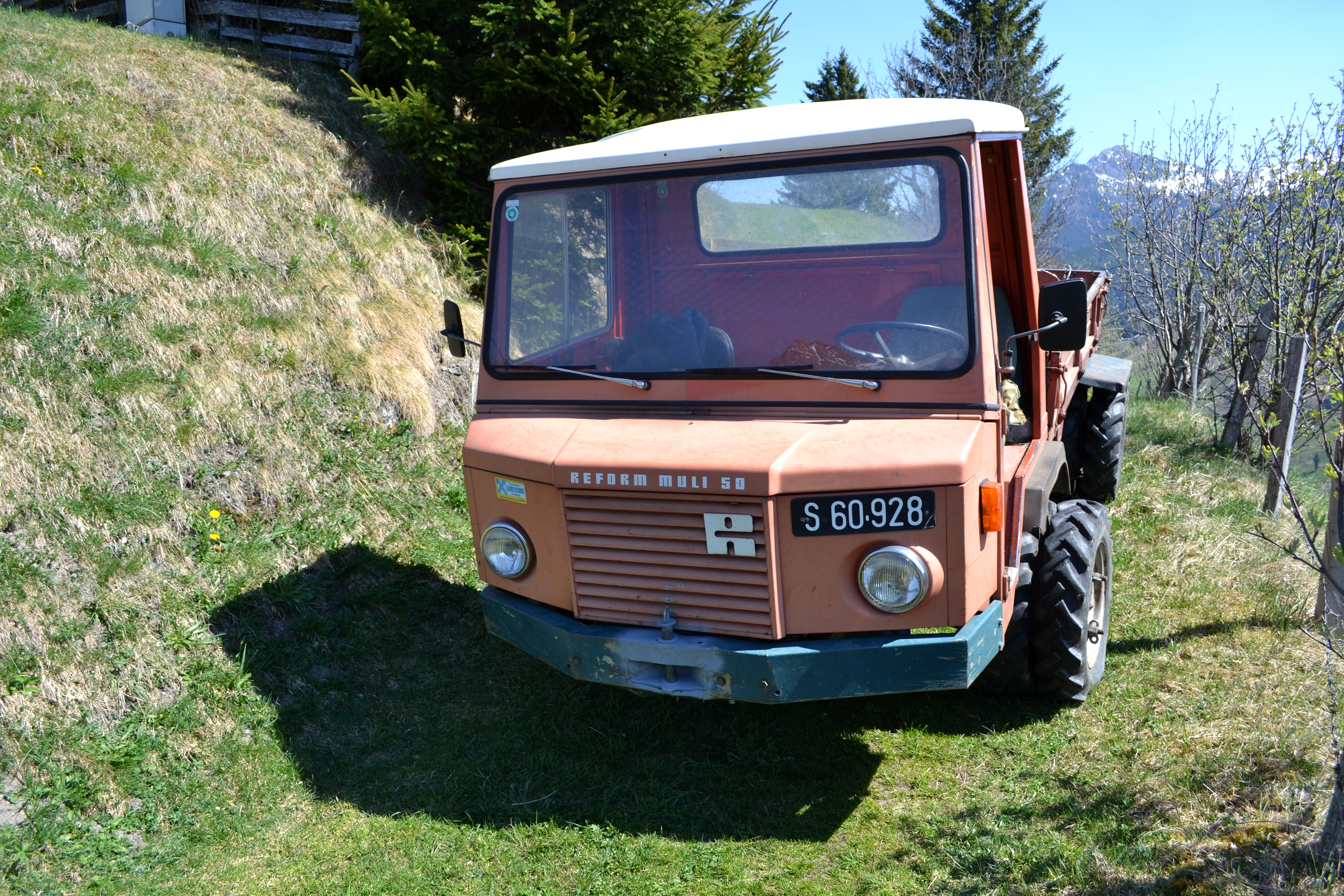
Reform Muli 50
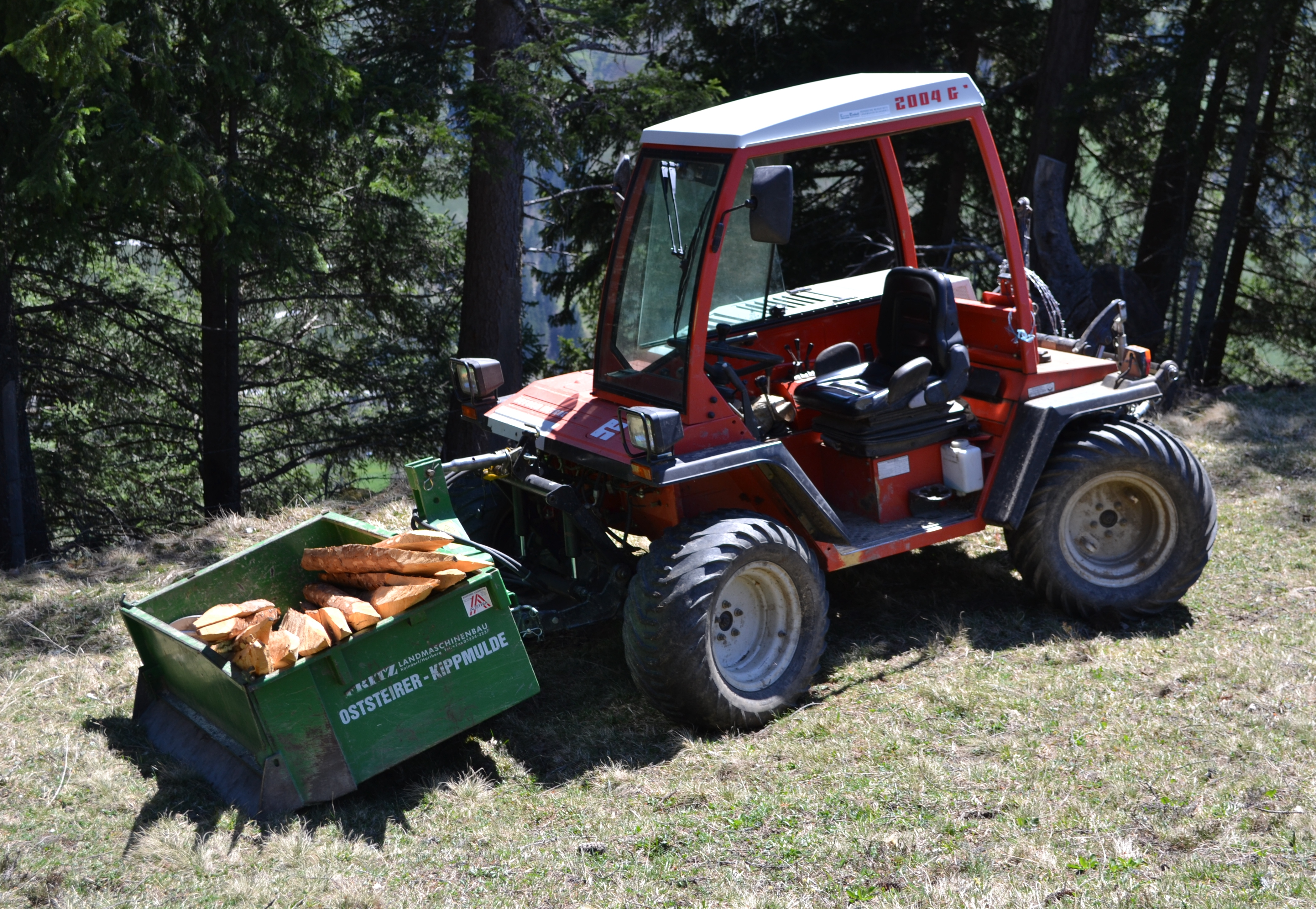
Reform Metrac 2004G